# جيف جاكسون
جيف جاكسون (بالإنجليزية: Jeff Jackson)‏ هو محامي وسياسي أمريكي، ولد في 12 سبتمبر 1982. نشط في الحزب الديمقراطي. انتخب عضو مجلس ولاية كارولاينا الشمالية.[بحاجة لمصدر]

## وصلات خارجية
- الموقع الرسمي